# Filippingrönduva
Filippingrönduva (Treron axillaris) är en fågel i familjen duvor inom ordningen duvfåglar..

## Utseende och läte
Filippingrönduvan är en medelstor duva med grönt på undersida och huvud, grått på hjässan, gula vingband och kanter på vingpennorna och vitt på buken och under stjärtroten. Näbben är vitaktig med rött längst in och ögat är blått. Hanen har rödbrunt på skuldran och ryggen, medan honan är grön. Arten liknar tjocknäbbad grönduva, men filippingrönduvan har tunnare näbb och saknar grön bar hud runt ögat. Honan liknar hona gråhättad grönduva, men den arten har gula teckningar enbart på vingkanterna. Lätena är typiska för grönduvor, med bland annat en något dissonant, stigande och fallande visslande sång.

## Utbredning och systematik
Filippingrönduva förekommer på Filippinerna och delas upp i fyra underarter:
- Treron axillaris amadoni – norra Luzon
- Treron axillaris axillaris – södra Luzon, Polillo, Alabat, Catanduanes, Lubang och Mindoro
- Treron axillaris canescens – östra Filippinerna (Mandate till Cebu, Basilan och Mindanao)
- Treron axillaris everetti – Suluarkipelagen (Bongao, Jolo, Sibutu och Tawitawi)

Tidigare betraktades den liksom ett flertal andra arter ingå i Treron pompadoura (som i sig numera urskiljs som ceylongrönduva), och vissa gör det fortfarande.

## Status och hot
Arten har ett stort utbredningsområde, men tros minska i antal, dock inte tillräckligt kraftigt för att den ska betraktas som hotad. Internationella naturvårdsunionen IUCN listar därför arten som livskraftig (LC).